# George Hadley
George Hadley (Londen, 12 februari 1685 - 28 juni 1768) was een Engels jurist en amateur-meteoroloog. Hij beschreef het atmosferisch mechanisme dat de passaatwinden veroorzaakt en dat naar hem is genoemd als de Hadleycel. Het begrijpen van de passaat was in die tijd een belangrijke factor die verzekerde dat Europese zeilschepen de kust van Noord-Amerika konden bereiken. Hadley was geïntrigeerd door het feit dat winden die gelet op de luchtdruk uit het noorden zouden moeten waaien, in werkelijkheid een noordoost- tot oostenwind zijn.

## Biografie
Hadley werd geboren in Londen als zoon van George Hadley (High Sheriff of Hertfordshire) en Katherine FitzJames. Hij had een onopvallende jeugd, en werd in zijn jonge jaren overschaduwd door zijn oudere broer John Hadley (1682–1744), uitvinder van de octant, voorloper van de sextant.
George Hadley ging naar het Pembroke College in Oxford op 30 mei 1700, en op 13 augustus 1701 werd hij lid van Lincoln's Inn, waar zijn vader een werkruimte voor hem regelde. Hij kreeg een officiële juridische functie (barrister) op 1 juli 1709, maar bleef meer belangstelling houden voor mechanica en fysica dan voor juridisch werk. Gedurende 7 jaar was hij als opvolger van William Derham belast met de interpretatie van meteorologische dagboeken die door waarnemers van over de hele wereld (vooral Brittannië en Scandinavië) naar de  Royal Society werden gezonden. Hij probeerde verbanden aan te brengen tussen de verschillende gegevens en daaruit algemene patronen af te leiden. Tweemaal publiceerde hij een verslag van de resultaten in "Philosophical Transactions".
Hadley werd op 20 februari 1735 gekozen tot Fellow of the Royal Society. Op 22 mei dat jaar publiceerde hij een paper in Philosophical Transactions (vol. 39, 1735, blz. 58–62) met een uitleg van de passaatwinden. Zijn theorie bleef tamelijk onbekend en werd enkele keren onafhankelijk van elkaar ontwikkeld. Een van de latere ontwikkelaars ervan was John Dalton, die later merkte dat Hadley hem was voorgeweest. In de tweede helft van de 19e eeuw werd de theorie geleidelijk bekend als het "principe van Hadley".
In 1686 had Edmond Halley een theorie voorgesteld om de windrichting te verklaren; dit bleef de meest bekende tot aan de 19e eeuw. De versie van George Hadley erkende echter dat het draaien van de aarde een rol speelde in de richting waarin luchtmassa's zich bewogen, een element dat ontbrak in Halley's voorstel. In de tweede helft van de 19e eeuw bleek dat de theorie van Hadley ook tekort schoot, omdat deze was gebaseerd op de aanname dat als een luchtmassa zich verplaatst de wet van behoud van lineaire impuls van toepassing is. Omdat een luchtmassa echter voortdurend met de hele aarde rond de aardas meedraait, gaat het in feite om de draai-impuls, die een effect veroorzaakt dat het corioliseffect wordt genoemd. Dit effect is twee keer zo groot als dat van de lineaire impuls. Dat Hadley zich op dit punt vergiste is niet bij iedereen bekend en soms is deze onjuistheid nog terug te vinden in populaire boeken of op websites.
Hadley is nooit getrouwd geweest. Op latere leeftijd verliet hij Londen en woonde enige tijd in East Barnet bij een neef, waarschijnlijk de zoon van zijn broer John. Later woonde hij nog in Flitton, waar een andere neef, Hadley Cox (overleden 1782), zoon van zijn zuster Elizabeth, dominee was.
Hadley overleed in Flitton op 28 juni 1768 op de leeftijd van 83 jaar en werd begraven in het koor van de plaatselijke kerk.